# Світовий конгрес українських юристів

### Світовий конгрес українських юристів(СКУЮ/WCUL) —об’єднує юристів українського походження, які проживають і працюють в Україні та за її кордонами.
Основною метою її діяльності є залучення юристів до процесів демократичних перетворень, дотримання принципів Верховенства права і Справедливості, вирішення міжнародних і національних проблем правового та гуманітарного характеру.

## Історія
Історія СКУЮ починається з вересня 1990 року, коли в громадських об’єднаннях юристів України виникла ідея проведення представницького зібрання українських юристів різних країн, з метою сприяння становленню України як незалежної правової  демократичної держави.
Зусиллями ініціаторів – Спілки юристів України та Асоціації українських правників, при підтримці професійних об’єднань юристів українського походження з США, Канади, Австрії, Аргентини, Польщі, Великої Британії і Франції, 18-23 жовтня 1992 року в м. Києві проведені Перші збори Світового конгресу українських юристів.
22-23 жовтня 1994 року в м. Києві відбулись ІІ збори СКУЮ, які схвалили Статут Конгресу, а у 1995 році СКУЮ зареєстровано Міністерством юстиції України (свідоцтво № 685).
3-6 жовтня 1996 року в м. Ялта відбулись ІІІ збори СКУЮ, на яких, серед іншого, обговорювались здобутки та перспективи конституційного процесу в Україні.
Першим Президентом СКУЮ у 1992-1994 рр. був  Сергій  Головатий, у 1994-1998 рр. цю посаду обіймав Володимир Стретович.  На IV зборах Світового конгресу українських юристів, що проходили 17-20 вересня 1998 року в м. Львові, де  обговорювались проблеми судово-правової і адміністративної реформ, становлення і функціонування інституту омбудсмена в Україні та Вищої ради юстиції, Президентом СКУЮ було обрано Валерія Євдокимова – Голову Вищої ради юстиції, Голову Спілки юристів України. З того часу його традиційно переобирають Президентом цієї авторитетної міжнародної організації.
17 червня 2010 року в м. Києві відбулися VII Збори СКУЮ. В роботі цього представницького міжнародного форуму взяли участь  відомі юристи з України, делегації від Союзу юристів України, Асоціації юристів у галузі фінансового і банківського права України, Асоціації українських правників, Американської асоціації юристів українського походження. Конгрес пройшов під гаслом: “Забезпечення верховенства права як гарантія демократичного розвитку України” і розглянув актуальні проблеми розбудови правової держави в Україні.
22 грудня 2016 року в м. Києві відбулися VIII Загальні збори СКУЮ, які затвердили нову редакцію Статуту громадської спілки "Світовий конгрес українських юристів", обрали новий склад Керівної Ради та Ревізійної комісії. Збори знову переобрали Президентом СКУЮ Валерія Євдокимова, Президента Всесвітнього юридичного альянсу, а Першим віцепрезидентом СКУЮ обрали Миколу Васильовича Оніщука – ректора Національної школи суддів України.
20 липня 2020 року відбулися IX позачергові Загальні збори Світового конгресу українських юристів, де Президентом  було обрано Миколу Васильовича Оніщука - доктора юридичних наук, ректора Національної школи суддів України, заслуженого юриста України.
16 жовтня, 21 грудня 2020 року в Києві відбулися засідання Керівної Ради Світового конгресу українських юристів, які проходили під головуванням Президента Миколи Оніщука .
Під час засідань Керівна Рада Світового конгресу українських юристів в кількості 37-ми осіб призначила 13 віцепрезидентів, а також утворила 5 постійних комісій та Номінаційний комітет, зокрема: комісію з конституційних питань, правових реформ та розвитку громадянського суспільства; комісію з питань судової реформи; комісію з питань міжнародних відносин і міжнародного права; комісію з питань розвитку юридичної науки, правничої освіти; комісію з питань правоохоронної діяльності, безпеки та оборони, та затвердила їх керівників.

## Керівництво
- (1992-1994) Сергій Петрович Головатий

- (1994-1998) Володимир Миколайович Стретович

- (1998-2020) Валерій Олександрович Євдокимов

- З 2020 року Микола Васильович Оніщук